# ACAP Invest
ACAP Invest AB, tidigare Active Capital AB, var ett börsnoterat svenskt konglomerat och investmentbolag.

## Historik
Active Capital skapades i samband med en fokusering av verksamheten i Wilh. Sonesson AB till "consumer healthcare". De övriga delarna av företaget samlades i Active Capital, och utgjordes av dotterbolagen Sonesson Inredningar (som tillverkade personlig förvaring och skolmöbler), MW Trading (verksamt inom säkerhetsprodukter för detaljhandeln) samt Soft Center (ett fastighetsbolag med en företagspark i Ronneby). Den störste ägaren, Bo Håkansson, blev inledningsvis vd och Kjell Nilsson styrelseordförande. Aktieägarna i Wilh. Sonesson fick inköpsrätter som gav möjlighet att köpa aktier i Active Capital.
Active Capital börsnoterades på Nya Marknaden 22 juli 2002 och fördes över till O-listan 5 november 2002. I oktober 2004 såldes Bo Håkansson, då styrelseordförande, hela sitt innehav i Active Capital, knappt en tredjedel av aktierna. 14 maj 2007 genomfördes en namnändring från Active Capital AB till ACAP Invest AB.
I januari 2006 köptes elföretaget Cetec Electric i Malmö. I maj 2006 delades aktier i dotterbolaget Active Properties AB, tidigare kallat Ronnebys Soft Center Fastighets AB, ut till aktieägarna. 2009 delades åter aktier i Active Properties AB ut, efter att ACAP köpt nya aktier i Active Properties.
2014 köptes ACAP Invest av North Investment Group AB via ett kontantbud på ACAP Invests aktier och konvertibler. 26 avnoterades 2014 ACAP Invest från Nordiska listan. Vid denna tidpunkt bestod ACAP Invests innehav huvudsakligen av företag inom inredning för skolor och industri, i form av Sonesson Inredningar AB, Tranås Skolmöbler AB, Alnäs Möbelfabrik AB, Miljöexpo, Form o Miljö, GBP och Sono.